# Dirk Nowitzki
Dirk Nowitzki (n. 19 iunie 1978, Würzburg, RFG) este un baschetbalist german retras care a evoluat pentru Dallas Mavericks în National Basketball Association, între 1998 și 2019. Anterior, el a jucat pentru DJK Würzburg în țara sa natală Germania. Nowitzki este considerat cel mai bun jucător european din istoria NBA-ului, jucând 21 de sezoane consecutive în liga nord-americană. A condus formația Dallas Mavericks către singurul ei titlu din istorie, cel din 2011. Deține recordul de puncte marcate ale unui jucător non-american în NBA.
A fost desemnat MVP-ul competiției în 2007. Nowitzki a fost de asemenea MVP-ul finalei din 2011. La nivel de națională, el a fost cel mai bun marcator al Campionatului Mondial din 2002 din Statele Unite. 
A primit premiul Best Male Athlete ESPY Award acordat de ESPN în 2011. În 2023, Nowitzki a fost inclus în Naismith Memorial Basketball Hall of Fame.